# Herbertia hauthalii
Herbertia hauthalii là một loài thực vật có hoa trong họ Diên vĩ. Loài này được (Kuntze) K.Schum. miêu tả khoa học đầu tiên năm 1900.